# Marcel Van Langenhove
Marcel Van Langenhove (Oudergem, 16 april 1944) is een gewezen Belgische voetbalscheidsrechter en was actief in het gemeentebestuur van Wemmel.

## Biografie

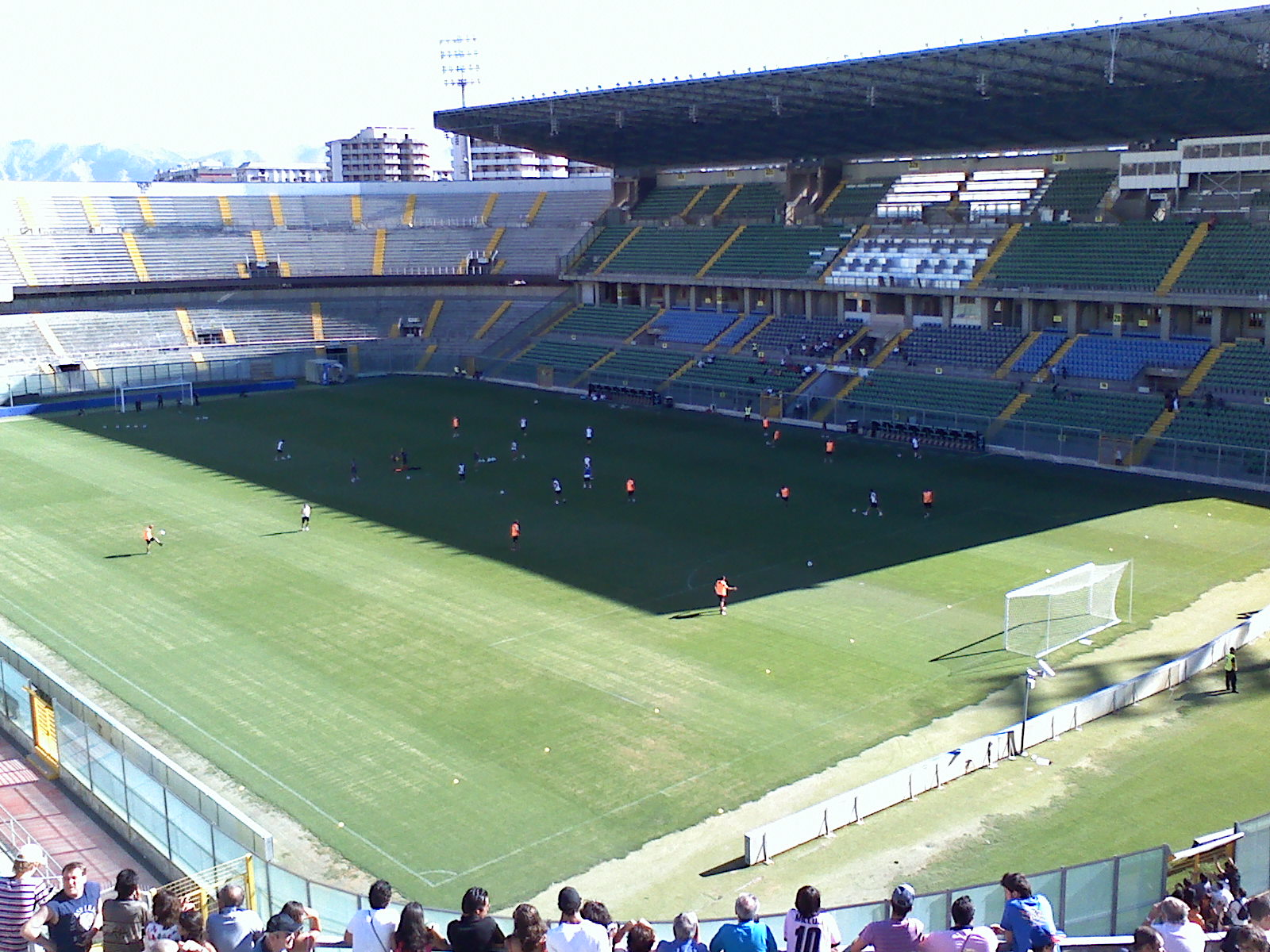
In het Stadio Renzo Barbera (foto) in Palermo floot Van Langenhove in 1990 de WK-wedstrijd tussen Ierland en Egypte.

Marcel Van Langenhove werd geboren op 16 april 1944. In zijn jeugd studeerde hij aan het Koninklijk Atheneum Etterbeek en voetbalde hij voor een club uit Oudergem, alvorens in 1961 aan de slag te gaan als voetbalscheidsrechter. Ondertussen opende hij ook een kruidenierszaak in de gemeente Wemmel, het geboortedorp van zijn echtgenote.
In 1974 floot Van Langenhove zijn eerste wedstrijd in de Belgische eerste klasse. Met zijn snor en zijn persoonlijke stijl groeide hij in geen tijd uit tot een van de opvallendste scheidsrechters uit de Belgische competitie. Eind jaren 70 floot hij ook zijn eerste internationale wedstrijden. Van Langenhove werd als arbiter de onbetwistbare nummer één in België, dat bleek ook toen hij in 1984 werd uitgeroepen tot Scheidsrechter van het Jaar. Ook de zeven volgende jaren mocht hij die trofee in ontvangst nemen. In zijn lange carrière als scheidsrechter mocht hij verscheidene topwedstrijden leiden. Zo floot hij in 1984/85 de Europacup I-wedstrijd Liverpool - Benfica. Tijdens het seizoen 1989/90 leidde de ondertussen 46-jarige Van Langenhove in de Europacup I de eerste wedstrijd in de kwartfinale tussen Bayern München en PSV en de return van de halve finale tussen SL Benfica en Olympique Marseille. In laatstgenoemde wedstrijd scoorde Vata vlak voor tijd een doelpunt met de hand, maar Van Langenhove keurde de goal goed. Hierdoor won Benfica met 1-0 en plaatste de club zich voor de finale. In de zomer van 1990 mocht hij ook naar het Wereldkampioenschap in Italië. Het duurde tot 2006 alvorens nog eens een Belgische arbiter naar een WK mocht. Die eer was toen weggelegd voor Frank De Bleeckere.
In 1991 zette Van Langenhove een punt achter zijn loopbaan als scheidsrechter. In diezelfde periode stopte hij ook met de kruidenierszaak. Van Langenhove concentreerde zich vanaf dan voornamelijk op zijn taken binnen het gemeentebestuur van Wemmel. Hij was reeds sinds 1988 schepen. In 2000 werd hij verkozen tot burgemeester. Daarna was hij eerste schepen van Wemmel. Maar Van Langenhove verdween nooit echt uit het voetbalmilieu. Zo werd hij bij voetbalclub RSC Anderlecht verantwoordelijk voor de begeleiding van de scheidsrechters.
In 2000 werd hij ook benoemd tot ereburger van Seeboden, het Oostenrijkse dorpje waar hij sinds 1990 jaarlijks op vakantie ging.